# Przerów
Przerów (cz. Přerov, niem. Prerau) – miasto w Czechach, na Morawach, w kraju ołomunieckim. Według danych z 1 stycznia 2024 powierzchnia miasta wynosiła 5849 ha, a liczba jego mieszkańców 41 661 osób (26. miejsce w Czechach).
Dzielnice miasta: Předmostí, Lověšice, Kozlovice, Dluhonice, Újezdec, Čekyně, Henčlov, Lýsky, Popovice, Vinary, Žeravice i Penčice. Miasto jest jednym z ważniejszych węzłów kolejowych w Czechach.
W mieście znajduje się stacja kolejowa Przerów.

## Gospodarka
W mieście rozwinął się przemysł optyczny, chemiczny, maszynowy, metalowy, skórzany oraz materiałów budowlanych.

## Demografia
| Rok             | 1970   | 1980   | 1991   | 2001   | 2003   | 2022   | 2024   |
| --------------- | ------ | ------ | ------ | ------ | ------ | ------ | ------ |
| Liczba ludności | 44 324 | 50 593 | 51 300 | 48 335 | 47 311 | 41 404 | 41 661 |

Źródło: Czeski Urząd Statystyczny

## Urodzeni w Przerowie
- Jan Ámos Komenský (1592-1670), filozof
- Rudolf Weigl (1883-1957), polski biolog
- Liane Zimbler (1892-1987), architektka
- Karel Janoušek (1893-1971), żołnierz
- Ida Ehre (1900-1989), aktorka
- Josef Kainar (1917-1971), poeta
- Jiřina Hauková (1919-2005), poetka
- Gideon Klein (1919-1945), pianista
- Karel Plíhal (1958-), gitarzysta
- Ctislav Doseděl (1970-), tenisista
- Petr Ruman (1976-), piłkarz

## Galeria

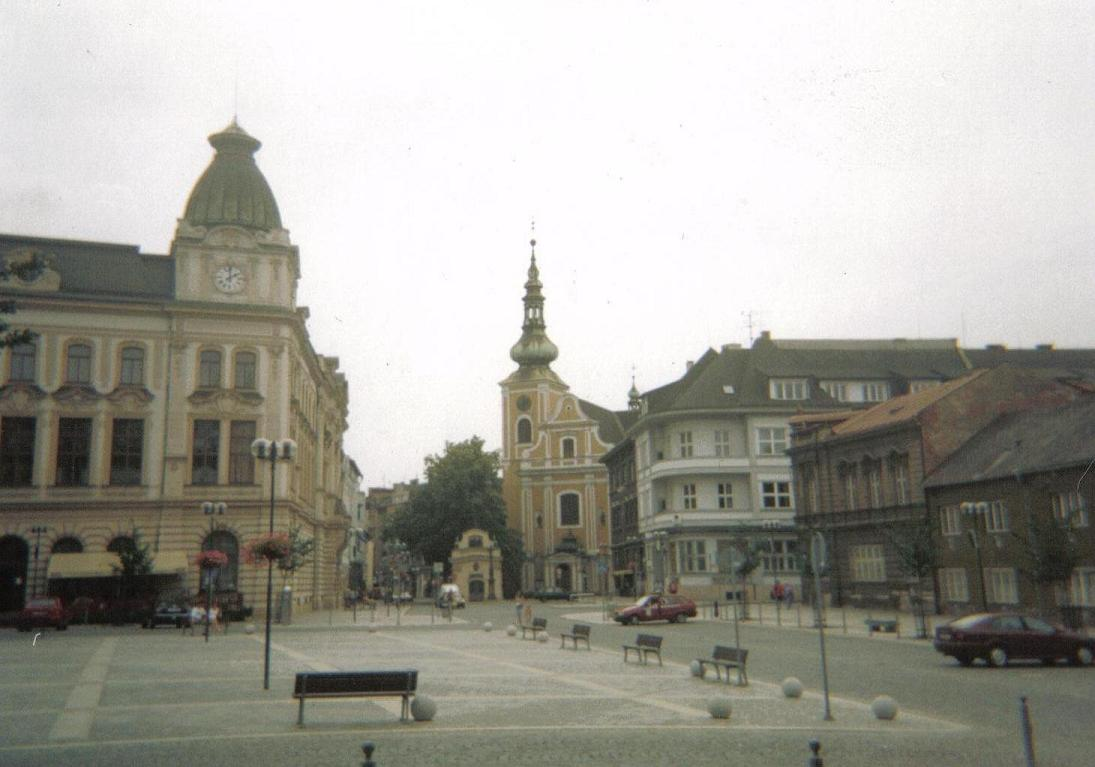
Stare miasto – rynek
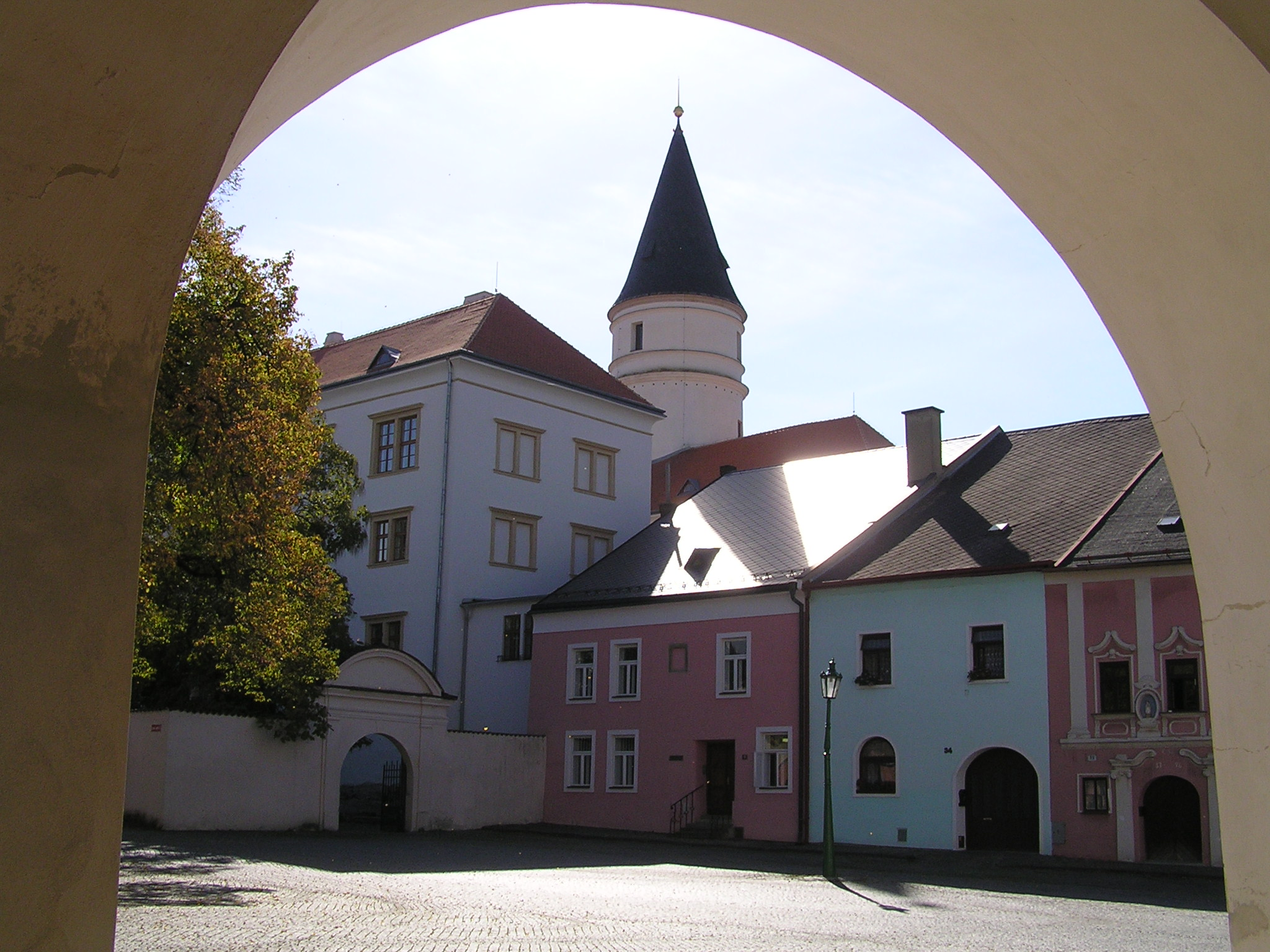
Stare miasto
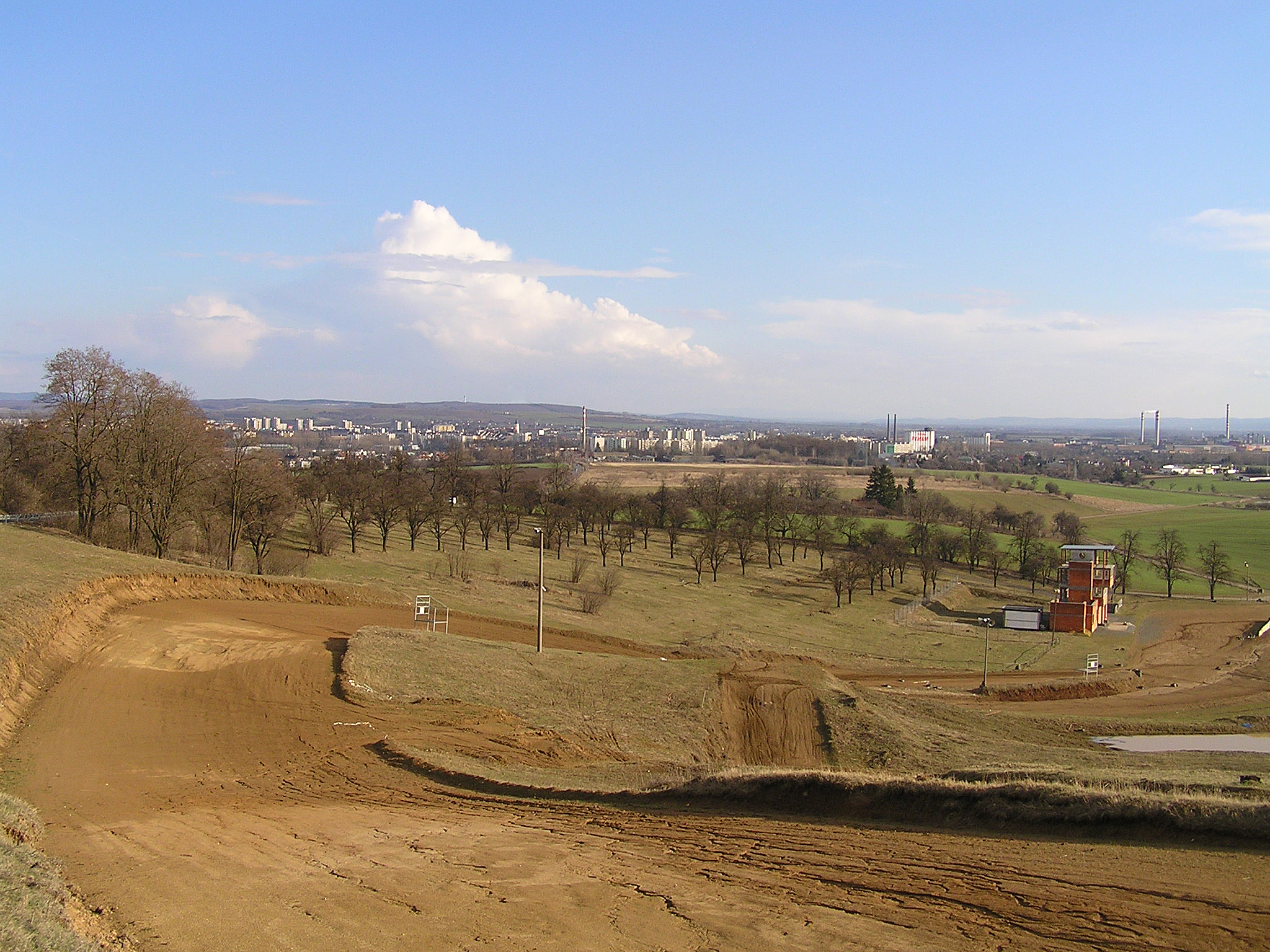
Widok miasta
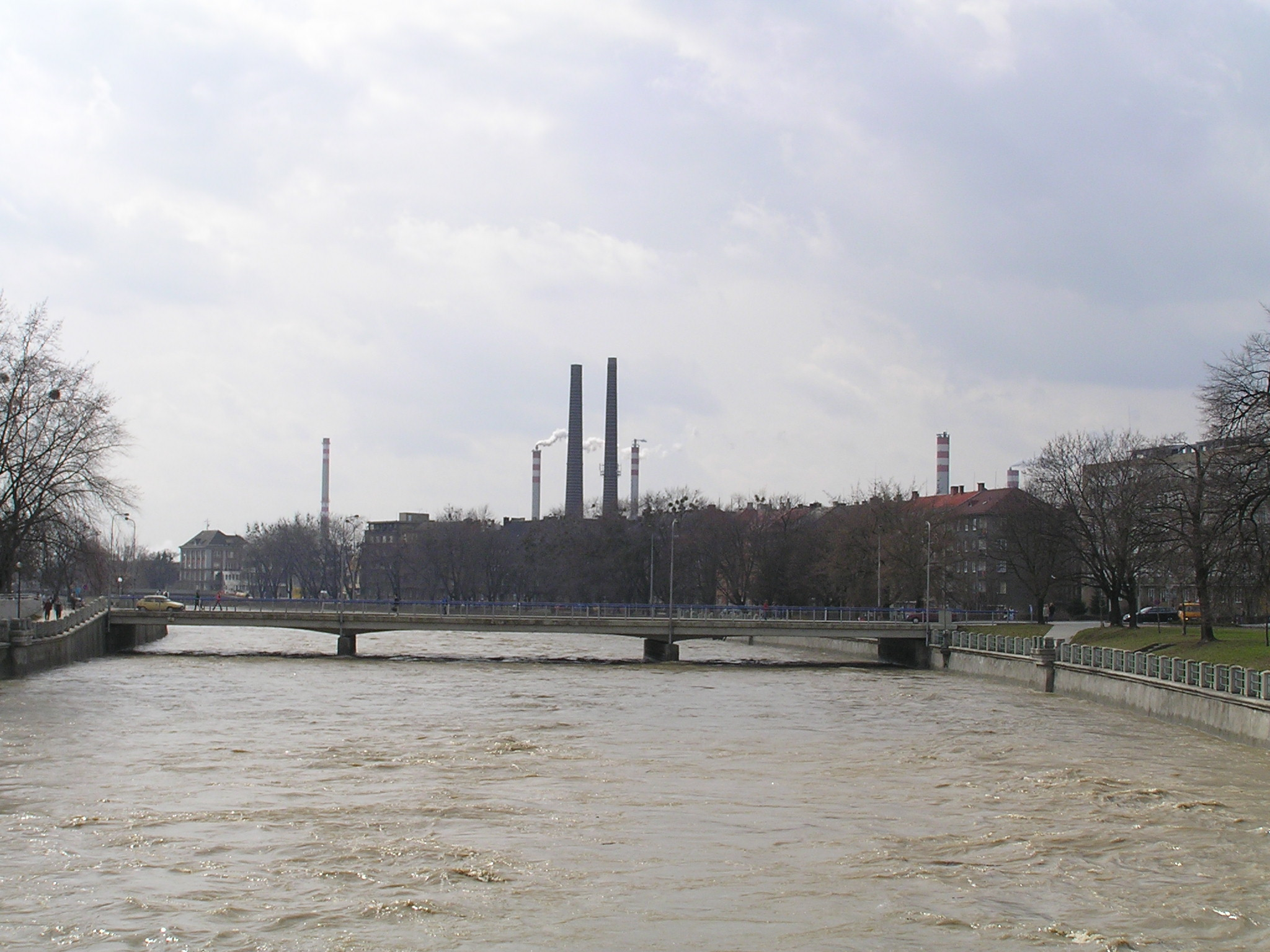
Nabrzeże Beczwy i elektrownia

## Miasta partnerskie
- Cuijk
- Olesno
- Ozimek
- Kędzierzyn-Koźle
- Bardejów
- Iwano-Frankiwsk
- Děčín